# Tetrix brunnerii
Tetrix brunnerii är en insektsart som först beskrevs av Bolívar, I. 1887.  Tetrix brunnerii ingår i släktet Tetrix, och familjen torngräshoppor. Inga underarter finns listade i Catalogue of Life.